# Fingrid

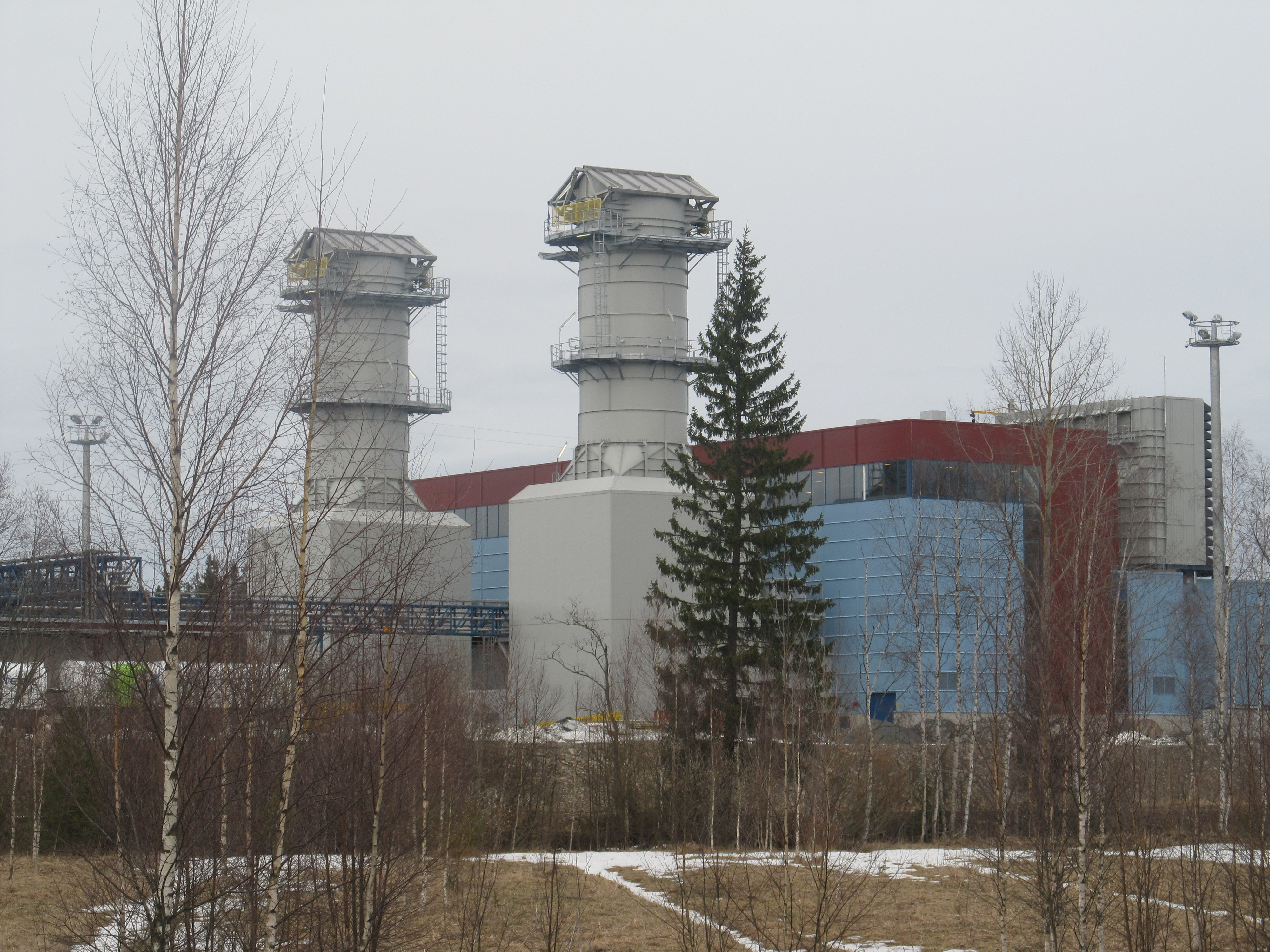
Fingrid äger bland annat reservkraftverket i Forssa.

Fingrid Abp är ett finländskt publikt aktiebolag som äger, förvaltar och utvecklar stamnätet för el i Finland. Det är också ansvarigt för att upprätthålla balans mellan produktion och konsumtion. 

## Stamnätet
Stamnätet består av över hundra elstationer förbundna totalt cirka 14 000 kilometer kraftledningar med en spänning på 400, 220 och 110 kilovolt.

## Utlandsförbindelser
Stamnätet i Finland är synkroniserat i det nordiska systemet (Norge, Sverige utom Gotland och östra Danmark). Det finns likströmsförbindelser med Ryssland och Estland.